# 幸啟文
幸啟文（Kelvin Heng Chi Man），生於香港，香港籃球運動員，司職大前鋒，現時在柏瑞投資擔任投資分析及效力香港甲一籃球聯賽球隊永倫。

## 籃球生涯
幸啟文生於香港，自小就在加拿大及北京生活和升學，中學就讀北京順義國際學校，及後轉讀英國華威大學，最終在加拿大英屬哥倫比亞大學金融系畢業，2014年在一次打籃球入樽落地時扭到膝蓋，當時經醫生診斷是前十字韌帶及內側副韌帶時撕裂，2016年7月由舊隊友吳直謙介紹下加盟晉龍，加強球隊板凳深度，首度成為甲一球員，其中在2016年3月2日以66–105不敵南華的高級組銀牌賽，但賽後球隊教練趙永良仍大讚幸啟文無論得分或防守搶板都相當理想，完成球季後，獲他永倫主力泰那新自邀請加盟，最終在2017年3月正式轉會永倫。 

## 球場以外
幸啟文以前在北京順義國際學校上學時，曾來過香港比賽，當時已經認識現時永倫球員賀斯福，幸啟文於2013年開始在倫敦巴克萊銀行任職3年多，其後於2016年回流香港在美林銀行及柏瑞投資擔任投資分析。

## 外部連結
- 香港籃球總會網頁 （页面存档备份，存于）